# Pop (kněz)
Pop je pravoslavný kněz. V obecném významu kněz (tedy i katolický) se slovo pop původně užívalo ve většině slovanských jazyků, ve staré češtině například až do konce 13. století. Až ve vrcholném středověku se postupně prosazovalo slovo kněz, jež původně označovalo knížete nebo člena knížecí rodiny, jako dosud v ruštině (srov. rus. кньаз kňaz). Pro označení kněze je slovo pop ve 21. století vnímáno hanlivě. 

## Charakteristika
Jedná se o označení pravoslavného kněze. Ve 21. století není užíváno k jeho oslovení.  

### Význam v lidové slovesnosti
V lidové slovesnosti východoslovanských národů bývá pop vykreslován satiricky a podrobován kritice. Popův charakter zde bývá vykreslen přehnaně, zdůrazňuje se jeho pokrytectví, hrabivost a lakota. Postava popa se objevuje také v lascivních příbězích, kdy obvykle svádí vdané ženy. V obou typech příběhů bývá pop napálen a jeho dobrodružství skončí výsměchem.

## Užití
Slovo pop ve významu „kněz“ je v češtině již dlouho zastaralé. Jako základ se dochovalo v řadě místních názvů jako Popice, Popovice, Popovičky, Popůvky apod. Toto jméno znamenalo, že vesnice patřila knězi, faře, byla církevním majetkem (obročím).